# Noureddine Morceli
Noureddine Morceli —àrab: نور الدين مرسلي, Nūr ad-Dīn Mursilī— (Ténès, Algèria, 28 de febrer de 1970) és un atleta algerià, actualment retirat, que estava especialitzat en curses de mig fons.
Morceli fou un dels atletes més destacats a la dècada dels 90 en la prova dels 1500 metres llisos. Fou tres cops campió del món de la distància, a Tòquio 1991, Stuttgart 1993 i Göteborg 1995. També fou campió olímpic a Atlanta 1996.
Morceli va batre el rècord del món de la gran majoria de proves del mig fons durant la seva carrera:
- 1991, rècord del món indoor de 1500 a Sevilla amb un temps de 3:34.16.
- 1992, rècord del món de 1500 a Rieti amb un temps de 3:28.86.
- 1993, rècord del món de la milla a Rieti amb un temps de 3:44.39.
- 1994, rècord del món de 3000 a Mònaco amb un temps de 7:25.11.
- 1995, rècord del món de 2000 a París amb un temps de 4:47.88.
- 1995, rècord del món de 1500 a Niça amb un temps de 3:27.37[1]

Guardonat el 1994 com a atleta de l'any per la IAAF.
Els darrers anys de la dècada, l'aparició a l'escena atlètica de marroquí Hicham El Guerrouj anà eclipsant el paper de Morceli. Al campionat del Món d'Atenes 1997 fou quart. La seva darrera aparició internacional fou als Jocs Olímpics de Sydney 2000.